# Kuo Yen-wen
Kuo Yen-wen (chiń. upr. 郭严文; chiń. trad. 郭嚴文; pinyin Guō Yánwén; ur. 25 października 1988 w Tainan na Tajwanie) – tajwański baseballista grający w drużynie Lamigo Monkeys w CPBL (ang. Chinese Professional Baseball League).
W latach 2008–2009 występował w farmerskiej drużynie zespołu Cincinnati Reds, był reprezentantem Chińskiego Tajpej w mistrzostwach świata U–18 w 2006 roku, Igrzyskach Azjatyckich 2014, Letnich Igrzyskach Olimpijskich 2008, World Baseball Classic 2009 i 2013.